# Podgrađe (Foča-Ustikolina, BiH)
Podgrađe je naselje u općini Foča-Ustikolina, Federacija BiH, BiH.
Godine 1962. pripojeno im je naselje Podrid  (Sl. list NRBiH 47/62).

## Stanovništvo
| Narod     | Popis 1961. | Popis 1971. | Popis 1981. | Popis 1991. |
| --------- | ----------- | ----------- | ----------- | ----------- |
| Hrvati    | 1           |             |             |             |
| Muslimani |             |             |             |             |
| Srbi      | 138         | 189         | 90          | 65          |
| ostali    |             | 1           | 12          |             |
| Ukupno    | 139         | 190         | 102         | 65          |

## Vanjske poveznice
- Satelitska snimka  Arhivirana inačica izvorne stranice od 5. ožujka 2021. (Wayback Machine)